# Osmate
Osmate – miejscowość i dawna gmina we Włoszech, w regionie Lombardia, w prowincji Varese. Od 2019 tworzy gminę Cadrezzate con Osmate powstałą przez połączenie z gminą Cadrezzate.
Według danych na rok 2004 gminę zamieszkiwało 447 osób, 149 os./km².